# Gelem, gelem
Gelem, gelem (en romaní ‘Anduve, anduve ’) es el nombre que recibe frecuentemente el himno internacional gitano, cuya versión final es atribuida al compositor serbioromaní Žarko Jovanović. Fue cantado formalmente por primera vez durante el Primer Congreso Internacional Gitano celebrado en Londres en 1971, en el cual se percibió la necesidad de establecer un himno y una bandera común que unificara a las comunidades gitanas dispersas en todo el planeta.
El título ha sido adaptado en muchos países para emparejar su ortografía y dialecto. Algunos de los muchos títulos de la canción incluyen:
- "Đelem, Đelem" o "Dželem, Dželem" (ortografía croata, serbia y bosnia)
- "Ђелем, Ђелем" o "Џелем, Џелем" (en ortografía cirílica serbio y bosnia)
- "Djelem, Djelem" (ortografía en alemán y francés)
- "Gyelem, Gyelem" (húngaro)
- "Ѓелем, Ѓелем" (macedonio)
- "Джелем, джелем" (en ruso, ucraniano y búlgaro)
- "Kara Çocuk Raksı" (versión turca, lit. "Baile de niño negro")
- Otras formas: "Jelem, Jelem", "Opré Roma", "Romale Shavale"

La letra hace referencia a la condición itinerante del pueblo gitano. También se menciona a la Legión Negra (Kali Lègia), en alusión al color de los uniformes de las SS alemanas que participaron en el genocidio del pueblo gitano durante la Segunda Guerra Mundial, y que puede ser entendido de manera simbólica como un recordatorio de persecución del pueblo romaní.

## Historia
La procedencia de la melodía no está clara, y existen varias historias en torno a ella, sin embargo todas le atribuyen un origen popular. Una versión cuenta que fue recogida por primera vez por el músico búlgaro Milan Aivazov (nacido en 1922 en Plodiv), el cual la había escuchado de su abuelo. Según esta versión Milan Aivazov recordaba la melodía y el título, pero había olvidado la letra.[cita requerida]
Otras versiones cuentan que la melodía es originaria de Rumanía y se popularizó en los espectáculos de variedades parisinos durante los años veinte y treinta.[cita requerida] En los años sesenta ya era una melodía muy conocida y versionada entre los gitanos serbios.[cita requerida] De igual manera, fue utilizada en la banda sonora de la película Skupljaci Perja (cuya versión en inglés fue titulada I even met some happy gypsies), dirigida por Alexander Petrovic y estrenada en 1969, la cual le dio más popularidad.
Sin importar las distintas versiones, sobre esa melodía el músico gitano yugoslavo Jarko Jovanovic elaboró la versión definitiva, durante la celebración del citado congreso en 1971. Tanto la letra como la música fueron aceptadas unánimemente durante el primer y el segundo congreso respectivamente. Con el transcurso del tiempo, diferentes organizaciones gitanas de todo el mundo (especialmente las de Europa central), así como la opinión pública, han llegado a aceptarla como himno oficial, especialmente a partir de la grabación que hizo el popular músico yugoslavo Šaban Bairamovic en los años ochenta.

## Texto y música
La letra del texto, escrita sobre esa melodía, se debe a Žarko Jovanović y al médico gitano suizo-alemán Jan Cibula, quienes la reescribieron en 1978, durante el Segundo Congreso Internacional Gitano. A continuación una transcripción de la letra y una traducción al español derivada de la traducción al inglés
| Original Gelem, gelem, lungone dromensa Maladilem bakhtale Romensa A Romale, katar tumen aven, E tsarentsa bahtale Rromentsa?A Romale, A ChavaleSas vi man yekh bari familiya, Mudardas la e Kali Legiya Aven mansa sa lumnyake Roma, Kai putardile e Romane droma Ake vriama, usti Rom akana, Amen khutasa misto kai kerasaA Romale, A ChavalePuter Devla le parne vudara Te shai dikhav kai si me manusha Pale ka zhav lungone dromendar Thai ka phirav bakhtale RomensaA Romalen, A chavalenOpre Rroma, si bakht akana Aven mansa sa lumnyake Roma O kalo mui thai e kale yakha Kamav len sar e kale drakhaA Romalen, A chavalen | Traducción Fui, fui por caminos largos Conocí a los gitanos felices Oh gitano, ¿de dónde vienes, ? con carpas felices en el camino?¡Oh romaníes, oh jóvenes romaníes!Una vez tuve una gran familia, La Legión Negra los asesinó Vengan conmigo, gitanos de todo el mundo Para los gitanos, se han abierto caminos Ahora es el momento, levántate gitano ahora, Nos elevaremos alto si actuamos¡Oh romaníes, oh jóvenes romaníes!Abre, Dios, puertas blancas Así puedo ver dónde está mi gente. Vuelve a recorrer los caminos Y caminar con mi pueblo romaní feliz¡Oh romaníes, oh jóvenes romaníes!¡Arriba, pueblo gitano! Ahora es el momento Vengan conmigo, gitanos de todo el mundo Cara oscura y ojos oscuros, Los quiero como uvas oscuras¡Oh romaníes, oh jóvenes romaníes! |

En cuanto a la música, Karen Eliane la transcribe como un adagio rubato, en tonalidad de si bemol mayor.